# Шо (остров)

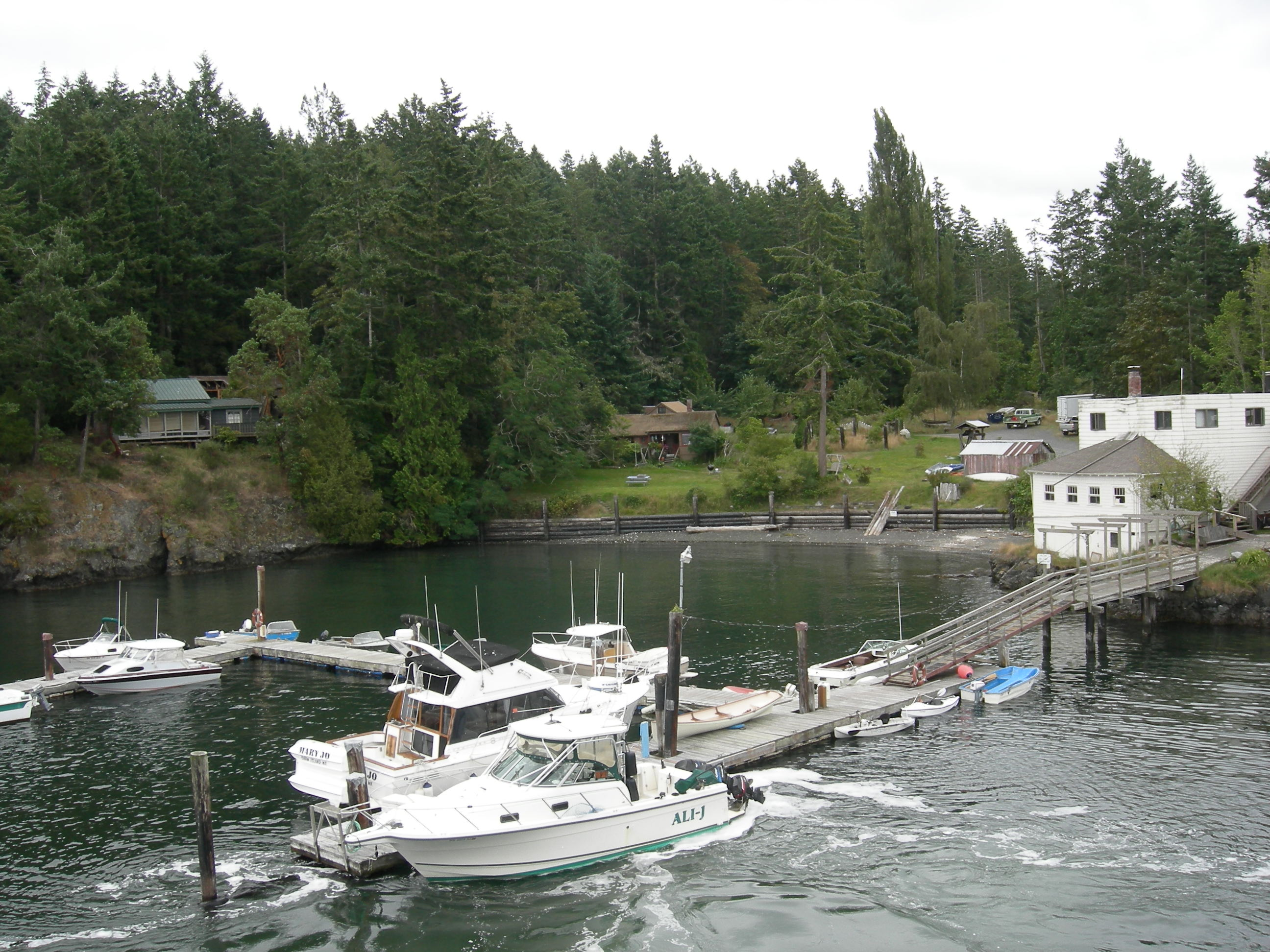
Гавань у паромного причала острова Шо, видимая с парома штата Вашингтон.

Шо (англ. Shaw Island) — один из островов архипелага Сан-Хуан, который расположен у северо-западного побережья штата Вашингтон, США. В административном отношении является частью округа Сан-Хуан.
Площадь острова составляет 19,95 км², а его постоянное население по данным переписи 2000 года составляет 240 человек. В летний период население может значительно увеличиваться. На острове имеются окружной парк, магазин и почтовое отделение у пристани. Библиотека и музей расположены в центральной части острова. Связан с материком паромной переправой.
Остров был назван экспедицией Уилкса в 1841 году в честь морского офицера США Джона Шо.